# Economia dell'Etiopia

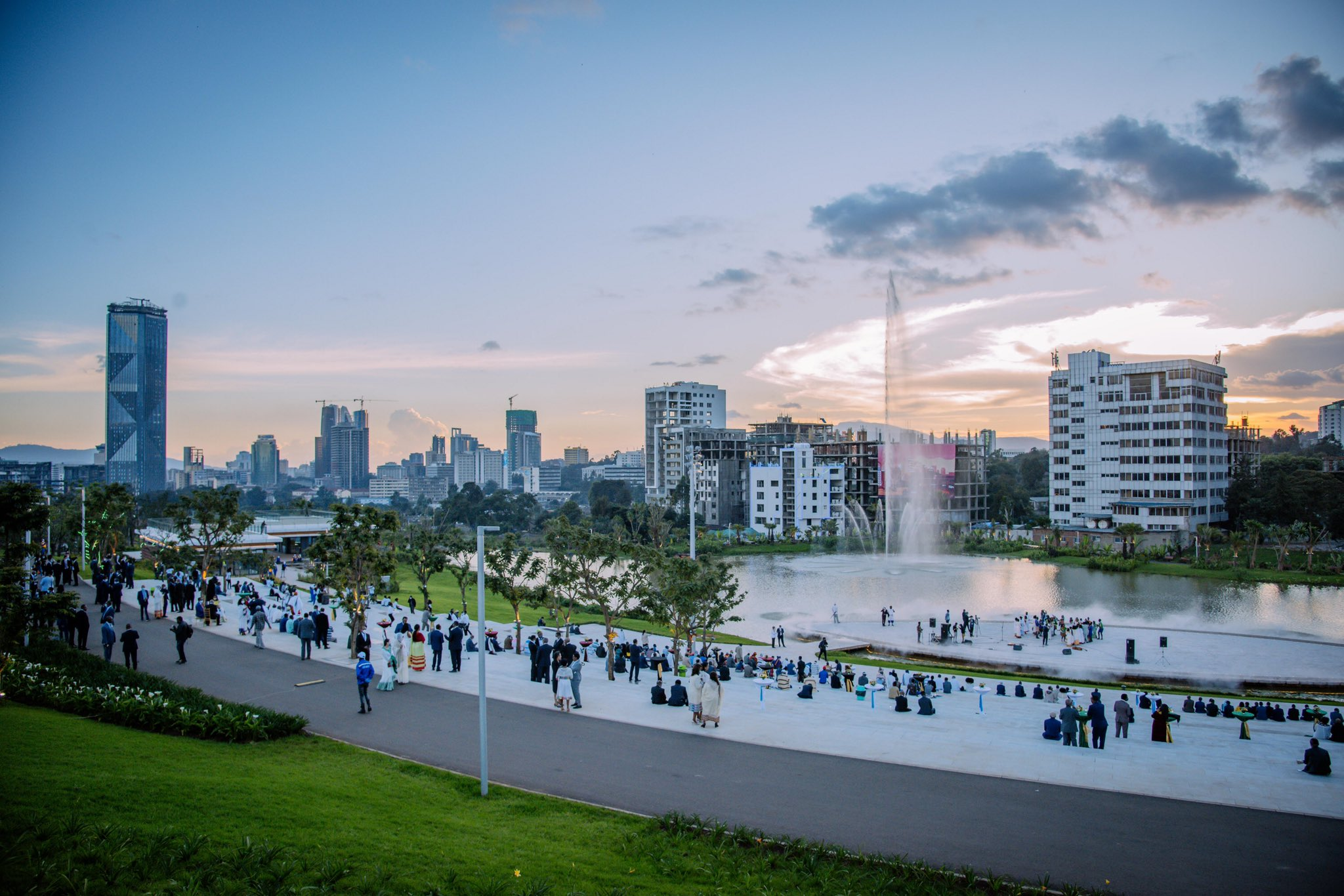
Addis Abeba è la principale città economica, commerciale e finanziaria dell'Etiopia

L'economia dell'Etiopia è un'economia mista e in transizione con un ampio settore pubblico. Il governo etiope sta privatizzando molte delle imprese statali e si sta muovendo verso un'economia di mercato. Il settore bancario, delle telecomunicazioni e dei trasporti sono dominati dalle aziende di proprietà statale.
L'Etiopia ha una delle economie in più rapida crescita al mondo ed è il secondo paese più popoloso dell'Africa. Molte proprietà di proprietà del governo durante il precedente regime sono state ora privatizzate o sono in fase di privatizzazione e liberalizzazione del settore finanziario nel prossimo futuro. Tuttavia, alcuni settori come le telecomunicazioni, i servizi finanziari e assicurativi, i servizi di trasporto aereo e terrestre e il commercio al dettaglio sono considerati strategici e si prevede che rimarranno sotto il controllo statale nel prossimo futuro.
Quasi il 50% della popolazione etiope ha meno di 18 anni. Sebbene le iscrizioni all'istruzione primaria e terziaria siano aumentate significativamente, la creazione di posti di lavoro non ha tenuto il passo con l'aumento del numero di laureati dell'istruzione secondaria e post-secondaria. Il Paese deve creare centinaia di migliaia di posti di lavoro ogni anno solo per tenere il passo con la crescita demografica.

Sviluppo del reddito procapite in Etiopia

Nel 2023 l'Etiopia ha raggiunto un PIL stimato di 156,1 miliardi di dollari nominali e un PPA stimato di 393,85 miliardi di dollari. Ciò deriva principalmente da un'economia basata sui servizi e sull'agricoltura. Secondo gli ultimi dati del 2019, i principali partner commerciali dell'Etiopia a livello globale includevano Cina, Stati Uniti, EAU, Francia, Regno Unito, Corea del Sud, Arabia Saudita, Germania, Giappone, Svizzera, Paesi Bassi, Belgio, Turchia, India ed Egitto.. Nel 2021 l'agricoltura rappresentava il 37,5% del reddito economico del paese produzione, mentre i servizi costituivano il 36,25% e l'industria il 21,85% dell'economia.
A dicembre del 2023 lo stato africano ha formalmente dichiarato default, per non essere riuscita a ripagare 33 milioni di euro di cedola del suo unico titolo di Stato internazionale, a causa della crisi economica causata dalla pandemia e dalla guerra civile scoppia tra lo Stato centrale e la regione del Tigrè.

## Agricoltura e allevamento e pesca

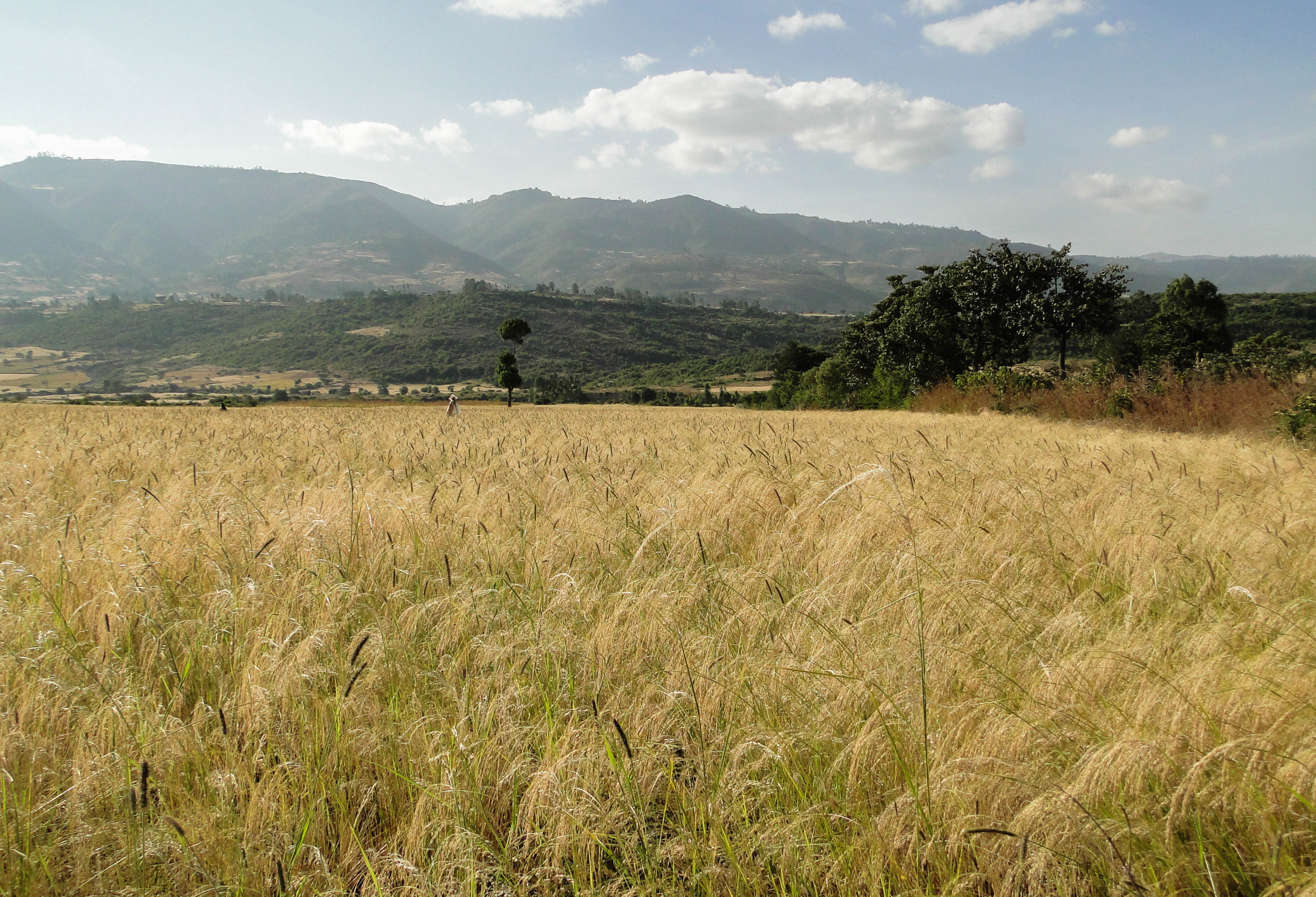
Campo di Tef vicino a Moggio.

L'agricoltura rappresenta quasi il 40,5% del PIL, l'81% delle esportazioni e l'85% della forza lavoro. Molte altre attività economiche dipendono dall'agricoltura, tra cui la commercializzazione, la trasformazione e l'esportazione di prodotti agricoli. La produzione è prevalentemente di sussistenza e gran parte delle esportazioni di materie prime è fornita dal piccolo settore agricolo commerciale. Le colture principali includono caffè, legumi (ad esempio, fagioli), colza, cereali, patate, canna da zucchero e ortaggi. Le esportazioni sono costituite quasi interamente da prodotti agricoli, con il caffè come principale fonte di valuta estera e l'industria dei fiori che sta diventando una nuova fonte di entrate: nel 2005/2006 (l'ultimo anno disponibile) le esportazioni di caffè dell'Etiopia hanno rappresentato lo 0,9% delle esportazioni mondiali, mentre i semi oleosi e i fiori hanno rappresentato ciascuno lo 0,5%. L'Etiopia è il secondo produttore di mais più grande dell'Africa. Nel 2000 il bestiame etiope contribuiva al 19% del PIL totale.
Dal 2008, alcuni paesi che importano la maggior parte del loro cibo, come l'Arabia Saudita, hanno iniziato a pianificare l'acquisto e lo sviluppo fondiario di ampi appezzamenti di terreno coltivabile in paesi in via di sviluppo come l'Etiopia. Questo accaparramento di terre ha sollevato timori che il cibo venga esportato verso paesi più prosperi, mentre la popolazione locale si trova ad affrontare carenze.
I prodotti forestali sono principalmente tronchi utilizzati nell'edilizia. I prodotti selvicolturali sono utilizzati nella costruzione e nella produzione, e come fonti di energia. Le pesca dell'Etiopia è interna, in quanto non ha una costa marina. Sebbene la produzione totale sia in continuo aumento dal 2007, l'industria della pesca rappresenta una parte molto piccola dell'economia. La pesca è prevalentemente artigianale e nel 2014, quasi 45.000 pescatori erano impiegati nel settore, di cui solo il 30% a tempo pieno.
Nel 2018 l'Etiopia ha prodotto i seguenti beni:
- 7,3 milioni di tonnellate di mais (17° produttore mondiale)
- 4,9 milioni di tonnellate di sorgo (4° produttore mondiale)
- 4,2 milioni di tonnellate di grano
- 2,1 milioni di tonnellate di orzo (17° produttore mondiale)
- 1,8 milioni di tonnellate di patata dolce (5° produttore mondiale)
- 1,4 milioni di tonnellate di canna da zucchero
- 1,3 milioni di tonnellate di igname (5° produttore mondiale)
- 988 mila tonnellate di fave
- 982 mila tonnellate di miglio
- 743 mila tonnellate di patate
- 599 mila tonnellate di ortaggi
- 515 mila tonnellate di ceci (6° produttore al mondo)
- 508 mila tonnellate di banana
- 470 mila tonnellate di caffè (6° produttore al mondo)
- 446 mila tonnellate di cavolo
- 374 mila tonnellate di pisello (20° produttore al mondo)
- 322 mila tonnellate di cipolla
- 301 mila tonnellate di semi di sesamo (7° produttore al mondo)
- 294 mila tonnellate di peperone
- 172 mila tonnellate di lenticchie (11° produttore al mondo)
- 144 mila tonnellate di riso
- 143 mila tonnellate di arachidi
- 140 mila tonnellate di cotone
- 124 mila tonnellate di aglio
- 102 mila tonnellate di mango (inclusi mangostano e guava)
- 101 mila tonnellate di semi di lino (7° produttore al mondo)

## Industria

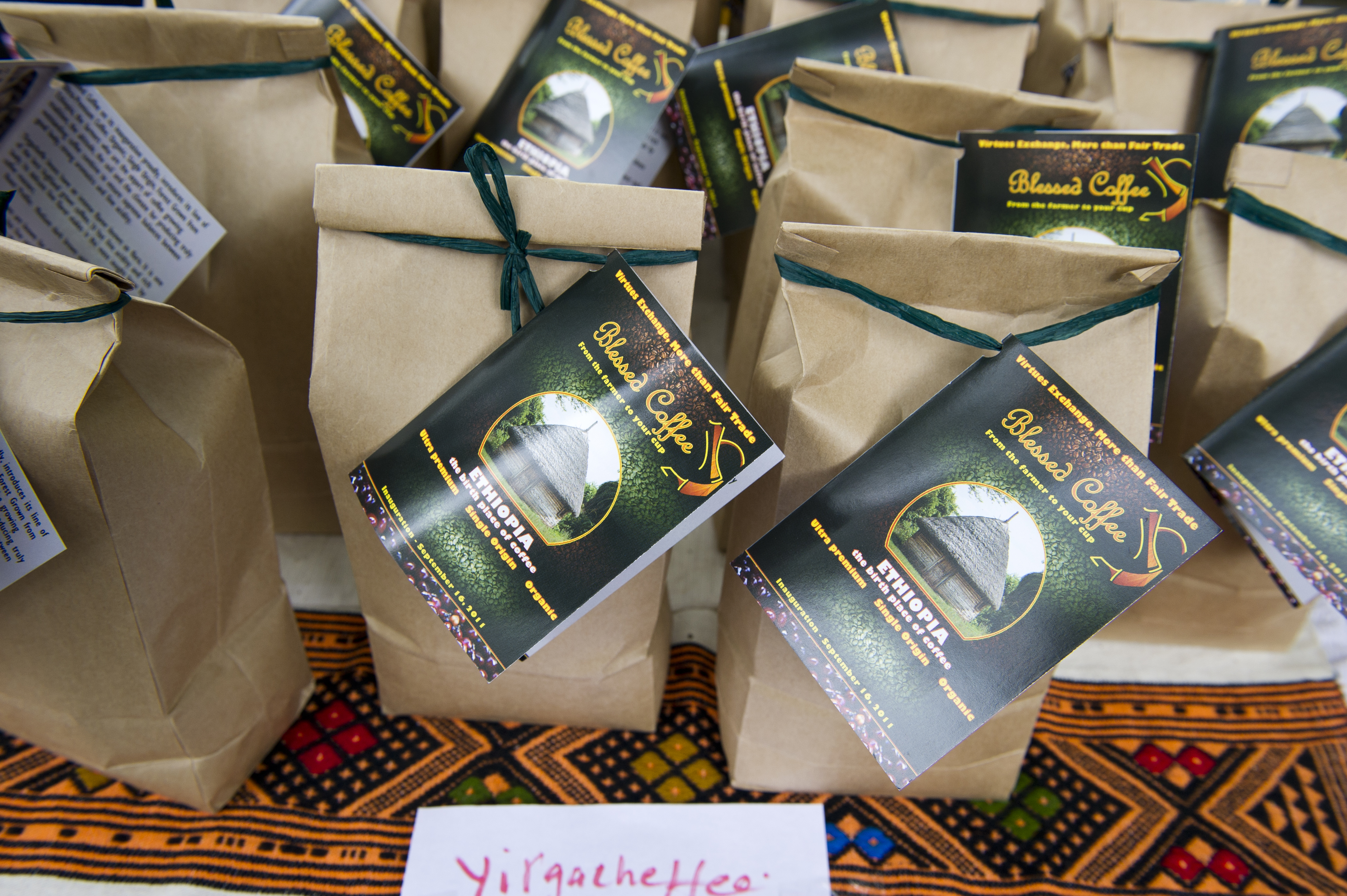
Borse di una marca di caffè a Takoma Park nel Maryland. Il caffè è una delle principali esportazioni dell'Etiopia.

I dipendenti delle fabbriche di abbigliamento etiopi, che lavorano per marchi come Guess, H&M o Calvin Klein, ricevono uno stipendio mensile di 26 dollari. Questi salari bassissimi hanno portato a bassa produttività, scioperi frequenti e un elevato turnover. Alcune fabbriche hanno sostituito tutti i dipendenti in media ogni 12 mesi, secondo un rapporto del 2019 dello Stern Center for Business and Human Rights presso la New York University.
L'attività mineraria è importante per l'economia dell'Etiopia in quanto rappresenta una diversificazione dall'agricoltura. Attualmente, l'attività mineraria rappresenta solo l'1% del PIL. L'Oro, le pietre preziose (diamanti e zaffiri) e i minerali industriali sono materie prime importanti per la strategia di crescita orientata all'export del paese.
Il paese possiede giacimenti di carbone, opale, pietre preziose, caolino, minerale di ferro, e tantalio, ma solo L'oro viene estratto in quantità significative. Nell'sale, l'estrazione dai giacimenti di sale nella Depressione di Afar, così come dalle sorgenti saline nei distretti di Dire e Afder nel sud, ha solo importanza interna e solo una quantità trascurabile viene esportata.
Anche l'estrazione del tantalio è stata redditizia. È stato riportato che alla fine degli anni '80, l'industria mineraria non era rilevante, dato che contribuiva a meno dello 0,2% del PIL dell'Etiopia. L'estrazione dell'oro è un settore chiave per lo sviluppo del paese. L'esportazione di oro, che nel 2001 ammontava a soli 5 milioni di dollari, ha registrato un forte aumento, raggiungendo i 602 milioni di dollari nel 2012. La produzione di oro del 2001 ammontava a circa 3,4 tonnellate.

## Servizi e turismo

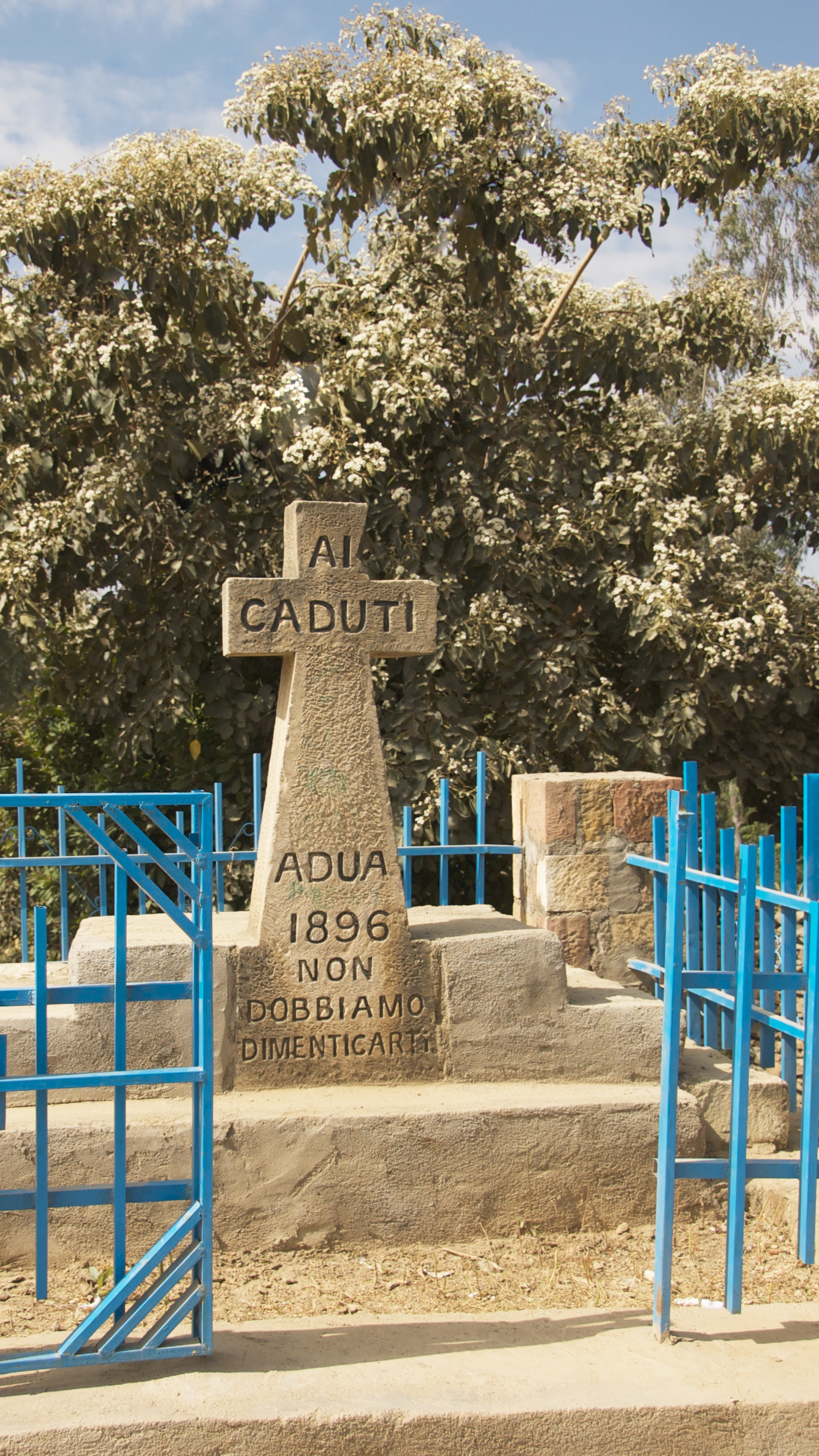
Monumento ai soldati italiani uccisi nella battaglia di Adwa

Il settore dei servizi è costituito quasi interamente dal turismo, con ulteriori opportunità economiche nel commercio all'ingrosso e al dettaglio, nei trasporti e nelle comunicazioni. Sviluppatosi negli anni '60, il turismo subì un forte declino tra la fine degli anni '70 e gli anni '80 sotto il governo militare. La ripresa iniziò negli anni '90, ma la crescita fu frenata dalla mancanza di alberghi e altre infrastrutture adeguate, dall'impatto della siccità, dalla guerra con l'Eritrea del 1998-2000 e dallo spettro del terrorismo. Nel 2002 oltre 156.000 turisti entrarono nel paese, molti dei quali etiopi provenienti dall'estero, spendendo oltre 77 milioni di dollari. Nel 2008 il numero di turisti entrati nel paese era aumentato a 330.000. Un decennio dopo, nel 2019, l'Etiopia ha registrato un record di 812.000 turisti in visita al paese, generando un fatturato di 3,55 miliardi di dollari (il 4,2% del prodotto nazionale lordo). Le destinazioni turistiche includono i numerosi parchi nazionali dell'Etiopia (tra cui il Parco nazionale dei monti Semien) e siti storici, come le città di Axum, Lalibela e Gondar, la città murata di Harar Jugol, la moschea di Negash e le grotte di Sof Omar.
L'Etiopia ha i seguenti nove siti del patrimonio mondiale dell'UNESCO:
- Rovine di Aksum
- Chiese scavate nella roccia a Lalibela
- Fasil Ghebbi, Regione di Gondar
- Harar Jugol, la città storica fortificata
- Paesaggio culturale Konso
- Bassa Valle del Auasc
- Bassa Valle del Omo
- Tiya
- Parco Nazionale dei Monti Semien
- Paesaggio culturale Ghedeo

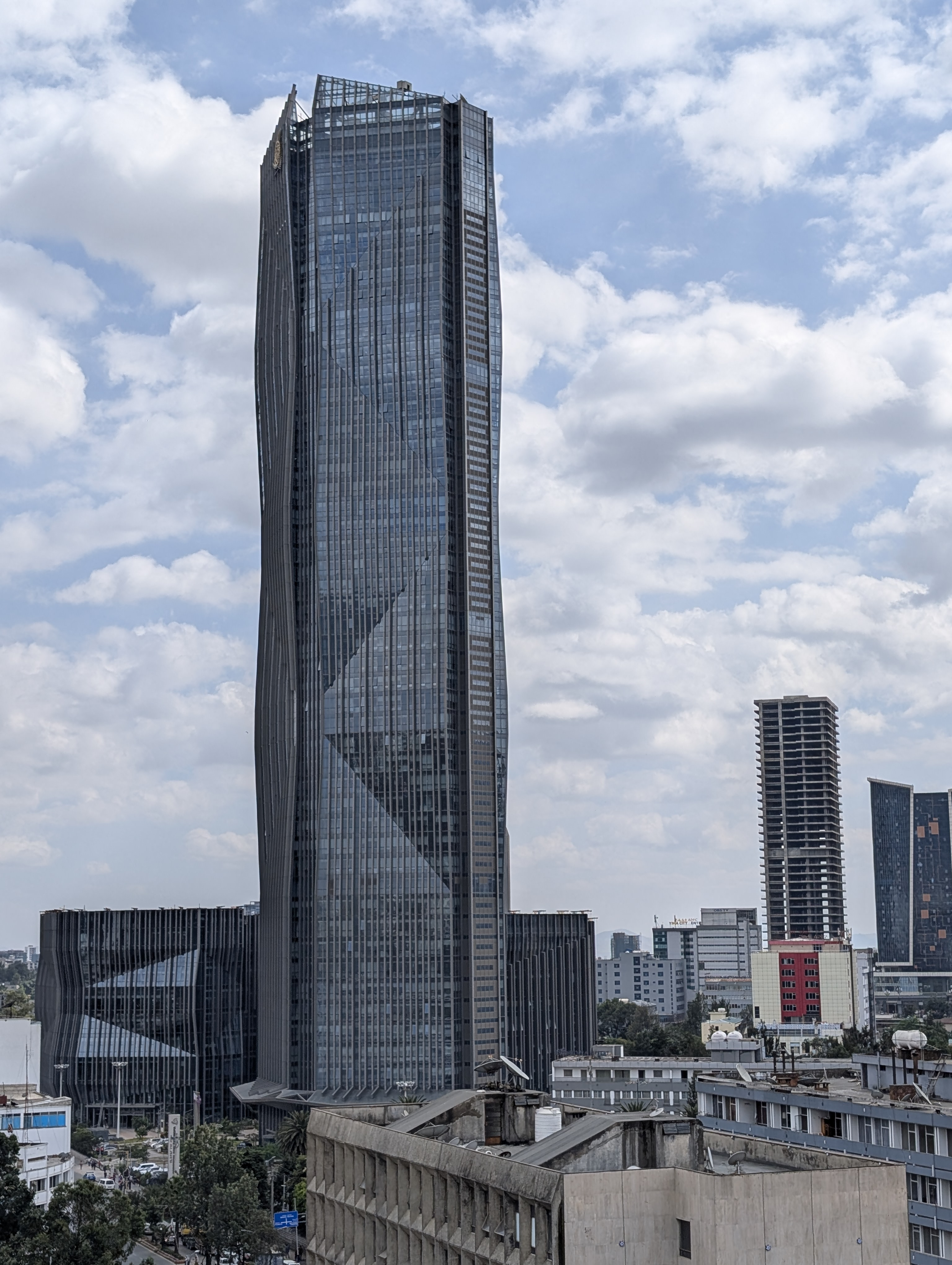
Sede centrale della Commercial Bank of Ethiopia ad Addis Abeba

Il settore bancario dell'Etiopia composto dalla banca centrale, dalla Banca Nazionale d'Etiopia (NBE) e dalla Banca di Sviluppo dell'Etiopia (DBE) di proprietà statale, insieme ad altre trenta banche private. Entro il 2020, la NBE prevedeva di aumentare il capitale minimo per l'operatività delle banche a 2 miliardi di birr (90 milioni di dollari) e aveva ordinato a tutte le banche commerciali di aumentare il loro capitale. Le banche straniere non hanno consentito di fornire servizi in Etiopia, ma hanno preferito guardare al medio termine, dato che il governo del Primo Ministro Abiy Ahmed ha perseguito ampie riforme economiche.
Attualmente, l'Etiopia ha consentito alle banche straniere di fornire servizi di collegamento per il loro Paese d'origine. Le banche cinesi, tedesche, keniote, turche e sudafricane aprirono le rispettive banche di collegamento ad Addis Abeba. Il paese ha aperto nel 2025 una nuova Borsa valori l'Ethiopian Securities Exchange (ESX).